# Silvåkra socken
Silvåkra socken i Skåne ingick i Torna härad, ingår sedan 1974 i Lunds kommun och motsvarar från 2016 Silvåkra distrikt.
Socknens areal är 20,51 kvadratkilometer varav 18,67 land. År 2000 fanns här 100 invånare.  Kyrkbyn Silvåkra med sockenkyrkan Silvåkra kyrka ligger i socknen. 

## Administrativ historik
Socknen har medeltida ursprung. 
Vid kommunreformen 1862 övergick socknens ansvar för de kyrkliga frågorna till Silvåkra församling och för de borgerliga frågorna bildades Silvåkra landskommun. Landskommunen uppgick 1952 i Veberöds landskommun som uppgick 1974 i Lunds kommun. Församlingen uppgick 2002 i Veberöds församling.
1 januari 2016 inrättades distriktet Silvåkra, med samma omfattning som församlingen hade 1999/2000.
Socknen har tillhört län, fögderier, tingslag och domsagor enligt vad som beskrivs i artikeln Torna härad. De indelta soldaterna tillhörde Södra skånska infanteriregementet, Färs kompani och Skånska dragonregementet, Torna skvadron, Överstelöjtnantens kompani.

## Geografi
Silvåkra socken ligger öster om Lund med Krankesjön i nordväst och Kävlingeån i nordost. Socknen är en slättbygd.
Byar i socknen är Kvinnevad, Stigsåkra och Östra Tvet. Den nu utdikade Silvåkra sjö låg i socknen.

## Fornlämningar
Cirka tio boplatser från stenåldern är funna.

## Namnet
Namnet skrevs 1494 Selagher och kommer från kyrkbyn. Efterleden är åker. Förleden är troligen sälg..